# Herbert Wagner (físico)
Herbert Wagner (6 de abril de 1935) é um físico alemão. É professor emérito de física teórica da Universidade de Munique.
Herbert Wagner obteve um doutorado em 1963 na Universidade Técnica de Munique com a tese "Zweiteilchen-Näherung für Fermionensysteme mit Paarkorrelationen", orientado por Wilhelm Brenig. Em seguida pesquisou como pós-doutorando entre outras na Universidade Cornell com David Mermin. Foi diretor de instituto no Forschungszentrum Jülich, chamado depois na segunda metade da década de 1970 para uma cátedra na Universidade de Munique.
Seu trabalho científico é multifacetado, centrado na física do estado sólido teórica e física estatística. Especialmente conhecido é o teorema de Mermin Wagner, pelo qual é investigada a estabilidade térmica de estruturas bidimensionais, por exemplo camadas magnéticas e cristalinas finas. Publicado em 1966 por Herbert Wagner juntamente com David Mermin, este teorema é atualmente não apenas um clássico puro em citações, mas de fato de grande significado para a análise teórica e experimental de tais estruturas.
No início de sua carreira Herbert Wagner trabalhou principalmente com a morfologia e dinâmica de estruturas cósmicas.
Em 1992 Herbert Wagner recebeu um doutorado honorário da Universidade de Duisburg-Essen. Recebeu a Medalha Max Planck de 2016, a mais significativa condecoração científica da Deutsche Physikalische Gesellschaft.